# Emballestado
En las caballerías se llama emballestado al defecto de aplomo caracterizado por la desviación de los radios óseos de la articulación del menudillo, desviación merced a la cual desaparecen el ángulo que forman la caña y la cuartilla. 
El defecto tiene varios grados: 
- en el primero, el ángulo del menudillo ha desaparecido, la cuartilla se encuentra en la dirección de la caña
- en el segundo, la primera falange forma con la caña un ángulo obtuso cuyo vértice está dirigido hacia delante
- el emballestado de tercer grado es la exageración del anterior. El ángulo metacarpofalangiano viene a ser cada vez menos obtuso y una perpendicular trazada desde la cara anterior del menudillo cae sobre las lumbres y aun a veces por delante de ellas.

## Etiología
El emballestado puede ser congénito (no es raro ver potros emballestados) o adquirido. Se llama también  esencial cuando está unido a una lesión de los tendones o sintomático, es decir, consecutivo a una afección dolorosa de los miembros anteriores, lesión del pie, sobrehueso, etc. En general, el emballestado es esencial, es decir, determinado por la retracción de las cuerdas tendinosas colocadas detrás de la caña. 
Las principales causas predisponentes son: 
- las cuartillas son muy cortas o muy largas
- los tendones son débiles
- el herrado es defectuoso y protege demasiado los talones a expensas de las lumbres

Entre las causas ocasionales o determinantes figuran: 
- las marchas rápidas y sostenidas sobre un terreno duro que determina la rasgadura progresiva de las fibras tendinosas, una inflamación lenta de los tendones y consecutivamente, su retracción
- sucede lo mismo con las distensiones tendinosas agudas, la inflamación de las vainas sinoviales de la rodilla y del menudillo
- las enfermedades del pie, clavo halladizo, gabarro, escarzas, la enfermedad navicular, la encastilladura, los clavos, sobremanos y sobrepiés hacen el apoyo doloroso y la retracción de las cuerdas tendinosas al no ser equilibrada por la distensión que estas experimentan normalmente, los tendones se retraen, disminuyen de longitud y dirigen el menudillo hacia delante.

## Tratamiento
El emballestado de los potros es relativamente poco grave y se cura con facilidad. Si es poco pronunciado basta generalmente con rebajar los talones, colocar una herradura prolongada y de lumbres y llevar el potro a los pastos. Si la desviación del menudillo es más pronunciada se mantendrá a los radios metacarpofalangianos en buena posición por medio de vendajes o apósitos especiales para el caso. 
Para un emballestado adquirido, deberá curarse primero la tendinitis, la encastilladura, la enfermedad navicular, etc. y si la desviación es poco acentuada, el sujeto podrá ser utilizado para trabajar en un buen terreno.